# Seznam nosilcev reda Slovenske vojske
Seznam nosilcev reda Slovenske vojske.

## Seznam
(datum podelitve - ime)
- 16. maj 1993 - Bogdan Beltram - Ivan Borštner - Marija Fekonja - Karlo Gorišek - Viktor Kranjc - Ivo Kukec - Vekoslav Rajh - Center za obveščanje Slovenske vojske - Jože Romšek - Anton Šoštarič - Gorazd Šoštar - Vojko Štembergar - Janez J. Švajncer - Bojan Ušeničnik - Jože Zagožen - Stanko Zlobko - Peter Zupan - Ludvik Zvonar - Šola za podčastnike Slovenske vojske - Center vojaških šol Slovenske vojske

- 14. maj 2001 - Šola za podčastnike Slovenske vojske

- 24. oktober 2001 - 12. gardni bataljon Slovenske vojske - 72. brigada Slovenske vojske

- 8. maj 2002 - Jože Prvinšek (posmrtno)

- 15. maj 2002 - 12. gardni bataljon Slovenske vojske

- 2000 - Uroš Krek

- 31. maj 2004 - Igor Nered - Bogomir Zupančič

- 15. maj 2005 - 24. vojaško teritorialno poveljstvo Slovenske vojske

- 19. maj 2017 - Bojan Pograjc